# Tabanus nereus
Tabanus nereus är en tvåvingeart som beskrevs av David Fairchild 1943. Tabanus nereus ingår i släktet Tabanus och familjen bromsar. Inga underarter finns listade i Catalogue of Life.